# Кувет
Куве́т — река в России, на севере Дальнего Востока, протекает по территории Иультинского района Чукотского автономного округа.
Длина — 253 км. Площадь бассейна — 4220 км².
Названа по широкому устью, похожему на бухту, от чукотского куэт — «бухта, небольшой залив».
Берёт начало в подножия безымянной горы высотой 1423 м, впадает в реку Пегтымель.
Имеется несколько больших наледей и термокарстовых впадин.
В среднем течении Кувета разрабатывается одноимённое золотоносное россыпное месторождение.

## Притоки
Объекты перечислены по порядку от устья к истоку.
- 8 км: Южный Умкувеем
- 10 км: Медвежий
- 19 км: Кочковатка
- 23 км: Заозерный
- 26 км: Надпойменный
- 28 км: Табаковка
- 34 км: Ласка
- 35 км: Мелкий
- 39 км: Пыкарымканай
- 44 км: Гитчен
- 48 км: Гитчен
- 50 км: Малый Гитчен
- 58 км: Малый Ивташев
- 60 км: Первая Геунто
- 62 км: Инерылен
- 63 км: Пыркарыннат
- 76 км: Болотный
- 89 км: Якынвесин
- 91 км: Майнерылен
- 98 км: река без названия
- 98 км: Койнылкин
- 114 км: Экльгуйгын
- 122 км: Окысгуйгын
- 123 км: Мечег
- 133 км: Рыннатин
- 140 км: Северный Пильхин
- 144 км: река без названия
- 147 км: Каменушка
- 151 км: Коокуль (Коокууль)
- 155 км: Итолькет
- 159 км: Мелкий
- 163 км: Второй Приток
- 169 км: Эттирульнэкай
- 172 км: Волчок
- 181 км: Нижний Куйвырыннэт
- 186 км: Верхний Куйвырыннэт
- 188 км: река без названия
- 192 км: Пытьгукуват
- 197 км: река без названия
- 198 км: река без названия
- 204 км: река без названия
- 205 км: Перевальный
- 208 км: река без названия
- 222 км: Умкрыннэт Южный
- (? км): озеро Зелёное[8]